# Petr Vigilius z Thun-Hohensteinu
Petr Michael Vigilius z Thunu a Hohensteinu (německy Peter Michael Vigil von Thun und Hohenstein, italsky Pietro Michele Vigilio Thun-Hohenstein, 13. prosince 1724, Trident - 17. ledna 1800, hrad Thun) byl šlechtic z tyroského rodu Thunů a v letech 1776 až 1800 kníže-biskup tridentský.

## Život

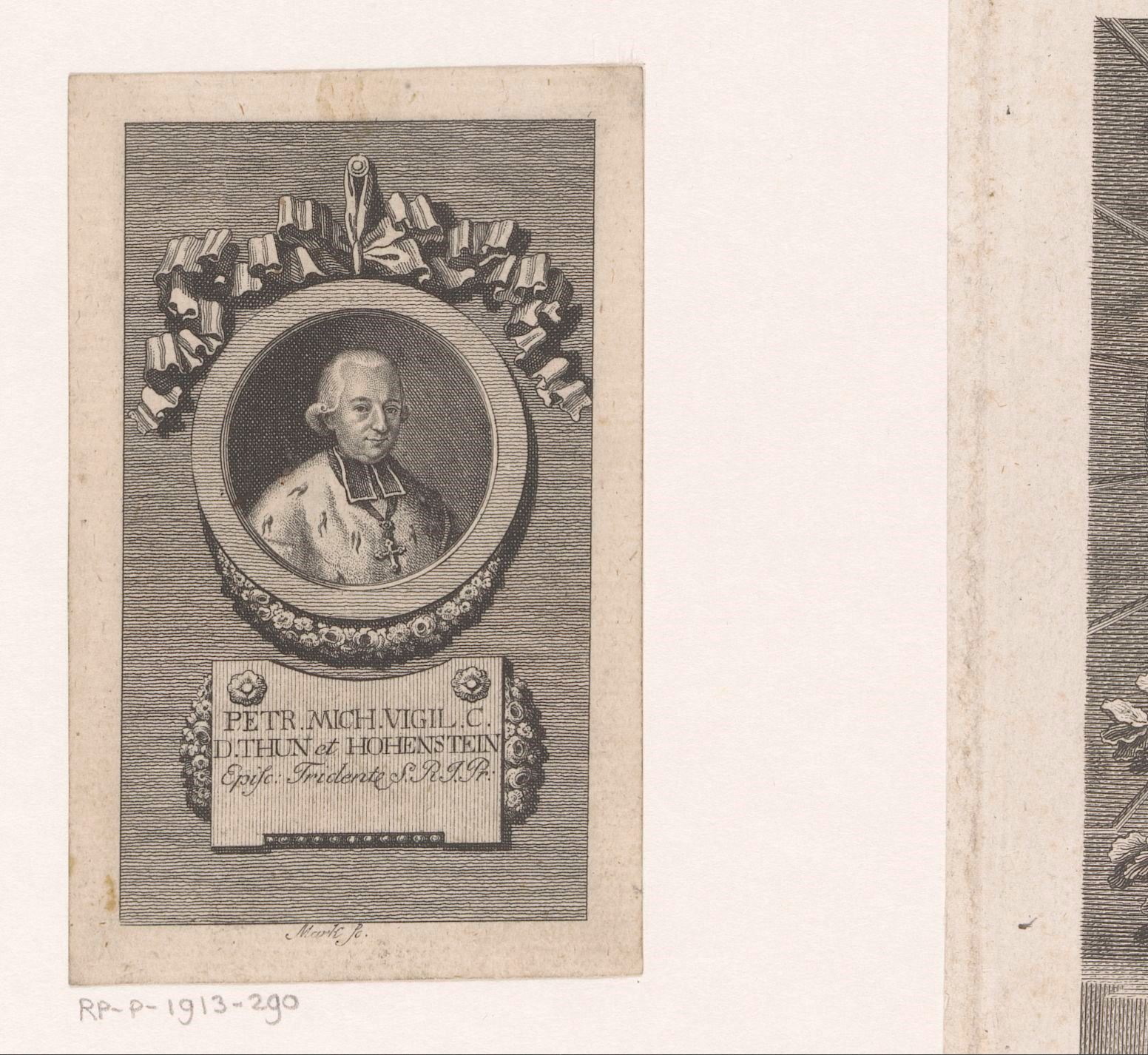
Kníže-biskup Petr Michael Vigilius z Thun-Hohensteinu (tisk Quirin Mark, 1753-1811)

Narodil se jako druhý nejstarší syn biskupského dvorního maršála a říšského tajného rady a komorníka Františka Augustina z Thun-Hohensteinu a jeho manželky Marie Antonie hraběnky ze Spauru.
Měl bratry Tomáše Jana, který vykonával úřad pasovského biskupa a Filipa Josefa Michaela, jenž byl kapitulářem tridentské katedrály. Jeho strýcové byli tridentský biskup Dominik Antonín z Thunu a tamní pomocný biskup Jan Michael Václav ze Spauru.
Navštěvoval střední školu v Tridentu a studoval na Accademia dei Nobili v Římě. V roce 1739 se stal kanovníkem v Tridentu. V roce 1743, po smrti svého strýce Jana Michaela Václava ze Spauru, pomocného biskupa z Tridentu, se stal jeho nástupcem jako arciděkan. V Salcburku se stal v roce 1743 kapitulářem, v roce 1775 děkanem a nějakou dobu byl konzistoriálním prezidentem. Na kněze byl vysvěcen 24. května 1755.
I přes podporu císaře neuspěl Petr Vigilius při volbě na tridentského biskupa v roce 1763 proti Kryštofu Sizzovi z Noris. Jeho nástupcem byl jednomyslně zvolen až po jeho smrti 28. května 1776. 16. září téhož roku byl ve funkci potvrzen papežem a biskupské svěcení přijal 30. listopadu 1776 z rukou Andrey Minucciho, biskupa z Feltre.
Thun-Hohenstein často pobýval v Salcburku a na rozdíl od svého předchůdce se o pastoraci příliš nezajímal a vizitace ve své diecézi prováděl jen zřídka.
Při zrušení biskupských práv a postupné integraci do Tyrolského hrabství téměř nekladl odpor a souhlasil s rozšířením rakouských zákonů a daní na biskupství Marií Terezií v roce 1777. Dokonce nabídl císaři Josefovi II. sekularizaci diecéze výměnou za doživotní rentu, což však císař nepřijal.
Katedrální kapitula nesouhlasila s financováním státní věznice z výnosů z hazardu a odmítl zapojení kapituly do soupisu zákoníku navrženého Josefem II. v roce 1786. Biskup Thun-Hohenstein byl vůči Rakousku shovívavý dokonce i v otázkách kanonického práva. V roce 1781 uznal josefínský Toleranční patent a nekladl žádný odpor proti rozpuštění kontemplativních řádů v následujícím roce a zřízení generálního semináře v Innsbrucku v roce 1784. Postavil se pouze proti císařově plánované nové regulaci hranic biskupství, která by vedla ke ztrátě německy mluvících oblastí ve prospěch Brixenské diecéze. Při úpravě hranic se sousedními italskými diecézemi v roce 1785 obdržel Trident Valsuganu. V roce 1787 přijal Thun s několika omezeními Emskou punktaci.
Když během koaličních válek v roce 1796 pochodovala rakouská vojska přes území jeho diecéze, uprchl Thun tajně ke svému bratru Tomáši Janovi do Pasova. Během jeho nepřítomnosti v době francouzské okupace vedl biskupství katedrální děkan a dvě katedrální kapituly. Po stažení Francouzů spravovala biskupství rakouská válečná rada a později občanská rada. Jako kompenzaci dostal Thun roční důchod 18 000 zlatých.
Po svém návratu z Pasova již nepobýval Petr Vigilius v Tridentu, ale na rodinném zámku ve Val di Non, kde 17. ledna 1800 zemřel. Byl pohřben v katedrále v Tridentu.